# LGALS7
LGALS7 (англ. Galectin 7) – білок, який кодується однойменним геном, розташованим у людей на короткому плечі 19-ї хромосоми. Довжина поліпептидного ланцюга білка становить 136 амінокислот, а молекулярна маса — 15 075.
| 10         |  | 20         |  | 30         |  | 40         |  | 50         |
| ---------- |  | ---------- |  | ---------- |  | ---------- |  | ---------- |
| MSNVPHKSSL |  | PEGIRPGTVL |  | RIRGLVPPNA |  | SRFHVNLLCG |  | EEQGSDAALH |
| FNPRLDTSEV |  | VFNSKEQGSW |  | GREERGPGVP |  | FQRGQPFEVL |  | IIASDDGFKA |
| VVGDAQYHHF |  | RHRLPLARVR |  | LVEVGGDVQL |  | DSVRIF     |  |            |

A: Аланін

C: Цистеїн

D: Аспарагінова кислота

E: Глутамінова кислота

F: Фенілаланін

G: Гліцин

H: Гістидин

I: Ізолейцин

K: Лізин

L: Лейцин

M: Метіонін

N: Аспарагін

P: Пролін

Q: Глутамін

R: Аргінін

S: Серин

T: Треонін

V: Валін

W: Триптофан

Задіяний у такому біологічному процесі, як апоптоз. 
Білок має сайт для зв'язування з лектинами. 
Локалізований у цитоплазмі, ядрі.
Також секретований назовні.